# Attala County
33°5′24″N 89°34′48″V / 33.09000°N 89.58000°V
Attala County er et county i den amerikanske delstat Mississippi. Attala County blev grundlagt i 1833 og har et samlet areal på 1 909 km², hvoraf 1 904 km² er land.
Administrativt centrum i Attala County er Kosciusko.

## Demografi
Ved folketællingen fra 2000 boede der 19.661 personer i Attala County. Der var 7.567 husstande med 5.380 familier. Befolkningstætheden var 10 personer pr. km². Befolkningens etniske sammensætning var som følger: 58,34% hvide, 40,00% afroamerikanere. 
Der var 7.567  husstande, hvoraf 32,10% havde børn under 18 år boende. 50,30% var ægtepar, som boede sammen, 16,70% havde en enlig kvindelig forsøger som beboer, og 28,90% var ikke-familier. 26,40% af alle husstande bestod af enlige, og i 14,50% af tilfældene boede der en person, som var 65 år eller ældre.
Gennemsnitsindkomsten for en hustand var $24.794 årligt, mens gennemsnitsindkomsten for en familie var på $30.796 årligt.